# Michèle Minelli
Michèle Minelli (* 20. August 1968 in Zürich) ist eine Schweizer Schriftstellerin und Drehbuchautorin.

## Leben
Michèle Minelli wuchs in den Kantonen Zürich, Aargau und Schwyz auf. Ihr Vater ist der Rechtsanwalt und Journalist Ludwig A. Minelli. Minelli schreibt Prosa (Belletristik und Sachbuch), Drehbücher und Lyrik. Sie lebt und arbeitet auf dem Iselisberg (Kanton Thurgau).
1994 schloss sie eine Ausbildung als Produktions- und Aufnahmeleiterin Film ab, später im Bereich Drehbuch- und Regiearbeit. 2006 absolviert sie die Ausbildung zur Mediatorin sowie 2008 die Ausbildung zur eidgenössisch diplomierten Ausbildungsleiterin. Seit 2015 amtet Minelli als Koordinatorin des internationalen Stipendienprogramms Franz-Edelmaier-Residenz für Literatur und Menschenrechte, in Meran.
Minelli ist Mitglied des Schriftstellerverbandes Autorinnen und Autoren der Schweiz AdS, des Deutschschweizer PEN-Zentrums, von femscript und Autillus.

## Auszeichnungen
- 1990: Schweizer Literaturpreis der Schweizer Arbeiterbildungszentrale SABZ für Ruth hat’s gut[3]
- 1998: Schweizer Literaturpreis der Schweizer Arbeiterbildungszentrale SABZ für Das wahre Leben[4]
- 2000: 'Bester Film' (Drehbuch/Regie), Filmfestival Cabourg für Zurück in die Wildnis
- 2010: Stipendium Autorinnenvereinigung[5]
- 2013: Werkbeitrag Kulturstiftung Kanton Thurgau
- 2014: Werkbeitrag Kulturstiftung Kanton Thurgau
- 2016: Stipendium Franz-Edelmaier-Residenz für Literatur und Menschenrechte[6]
- 2018: Oldenburger Kinder- und Jugendbuchpreis für Passiert es heute? Passiert es jetzt?[7]
- 2018: Gewinnerin Treatment-Wettbewerb Kanton St. Gallen[8], Amt für Kultur für Die Verlorene?
- 2018: Werkbeitrag Kulturstiftung Kanton Thurgau
- 2020: Werkbeitrag Kulturstiftung Kanton Thurgau

## Werke
- Tabuthema Abtreibung. Informationen, Fakten, Adressen. Haupt, Bern 2000, ISBN 3-258-06200-5.
- Endstation Schulausschluss? Über den Umgang mit schwierigen Schulkindern. Haupt, Bern 2003, ISBN 3-258-06525-X.[9]
- Unter Mongolen. Begegnungen. Isele, Eggingen 2005, ISBN 3-86142-367-7.[10]
- Kompass für Kreative. Eine Handvoll Gedanken für unterwegs. Isele, Eggingen 2008, ISBN 978-3-86142-447-5.
- Adeline, grün und blau. Roman. Isele, Eggingen 2009, ISBN 978-3-86142-460-4.
- Die Integrierten. Begegnungen im Asylland Schweiz. Huber, Frauenfeld 2011, ISBN 978-3-7193-1576-4.
- Die Ruhelosen. Roman. Aufbau, Berlin 2012, ISBN 978-3-351-03386-6.
- Wassergrab. Kriminalroman. Aufbau, Berlin 2013, ISBN 978-3-351-03543-3.
- Die Verlorene. Roman. Aufbau, Berlin 2015, ISBN 978-3-351-03595-2.
  - Neuauflage: Die Verlorene – Friedas Fall. Roman. Aufbau Verlag, Berlin 2024, ISBN 978-3-7466-4170-6.
- Kleine Freiheit. Hier und Jetzt, Baden 2015, ISBN 978-3-03919-359-2.
- Passiert es heute? Passiert es jetzt? Jugendroman. Verlag Jungbrunnen, Wien 2018, ISBN 978-3-7026-5927-1.
- Der Garten der anderen. Roman. Salis, Zürich 2018, ISBN 978-3-906195-72-8.[11]
- Kapitulation. Roman. Lectorbooks, Zürich 2021, ISBN 978-3-906913-25-4.
- Chaos im Kopf. Jugendroman. Verlag Jungbrunnen, Wien 2021, ISBN 978-3-7026-5954-7.
- All das Schöne. Die Geschichte von Jakob und Elisa. Saatgut, Frauenfeld 2024, ISBN 978-3-9525244-8-0.
- Wie es endet. Roman. Lectorbooks, Zürich 2024, ISBN 978-3-906913-46-9.
- Keiner bleibt zurück. Roman. Jungbrunnen, Wien 2025, ISBN 978-3-7026-6002-4.

## Herausgeberschaft
- mit Peter Höner: Schreiblexikon, das. Schreibwerk Ost, Iselisberg 2017, ISBN 978-3-033-06042-5.
- mit Peter Höner: Die ungeschriebenen Briefe und weitere Geschichten. Edition Howeg, 2020, ISBN 978-3-85736-349-8.
- mit Peter Höner: Werkschau. Edition Schreibszene, 2020, ISBN 978-3-7526-1139-7.
- mit Peter Höner: Werkschau. Edition Schreibszene, 2021, ISBN 978-3-7543-9871-5.
- mit Peter Höner: Der Seiltänzer und weitere Geschichten. Edition Howeg 2021, ISBN 978-3-85736-366-5.
- mit Peter Höner: Werkschau. Edition Schreibszene, 2022, ISBN 978-3-7568-4282-7.
- mit Peter Höner: Werkschau. SBVV, 2024, ISBN 978-3-7583-4028-4.

## Filmografie
Als Regisseurin:
- 1990: Hymne an die Schweiz (Kurzfilm)
- 1998: Zurück in die Wildnis (Dokumentarfilm)

Als Drehbuchautorin: 
- 1990: Hymne an die Schweiz (Kurzfilm)
- 1998 Zurück in die Wildnis (Dokumentarfilm)
- 2024: Friedas Fall (Spielfilm)